# The Music Box
The Music Box is een korte film van Laurel en Hardy uit 1932 die de eerste Oscar voor beste korte speelfilm won. De film is vanwege de hoge culturele waarde opgenomen in de Amerikaanse National Film Registry.

## Verhaal

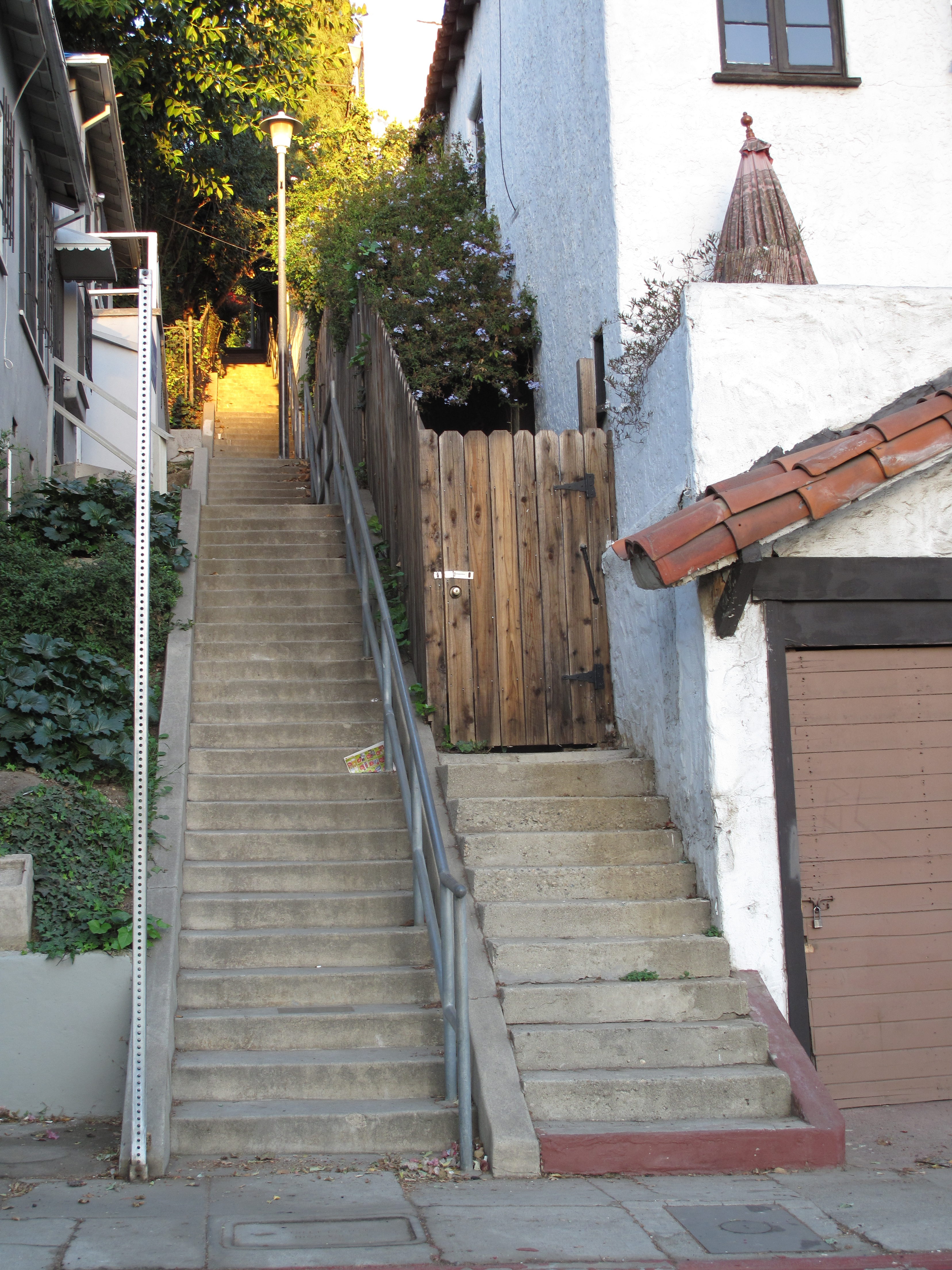
De trap in 2009

In deze film zijn Laurel & Hardy verhuizers die een pianola moeten afleveren bij een huis boven op een heuvel. Blijkbaar is de enige manier om bij dit huis te komen via een trap.
De twee proberen het grootste deel van de film de pianola de trap op te slepen, wat meerdere keren mislukt. Zo worden ze gehinderd door een kinderoppas met een kinderwagen, een politieagent en een zekere professor Von Schwarzenhoffen, die een hekel heeft aan pianola’s.
Nadat het de twee met veel pijn en moeite gelukt is de pianola eindelijk boven te krijgen, blijkt dat er al die tijd gewoon een weg naar het huis toeliep aan de achterkant van de heuvel. Ze hadden zich de moeite kunnen besparen. Binnen wacht hen nog een onaangename verrassing; het huis waar ze de pianola moeten bezorgen is van professor Von Schwarzenhoffen, die absoluut niet blij is de twee weer te zien. Hij slaat de pianola met een bijl kort en klein en juist op dat moment komt zijn vrouw binnen en vertelt dat zij de pianola heeft besteld als verjaardagscadeau voor hem. Spontaan verandert Von Schwarzenhoffen zijn mening over pianola’s, hoewel de pianola nu vernield is. Hij vraagt aan Laurel en Hardy hoe hij het goed kan maken. Hardy zegt dat dit kan door te tekenen voor ontvangst. De professor krijgt een vulpen van Laurel om te tekenen. De vulpen spuit echter spontaan inkt in het gezicht van Von Schwarzenhoffen. Daarop jaagt hij wel met geweld het duo zijn huis uit.

## Rolverdeling
| Acteur            | Personage                              |
| ----------------- | -------------------------------------- |
| Stan Laurel       | Stan Laurel                            |
| Oliver Hardy      | Oliver Hardy                           |
| Billy Gilbert     | professor Theodore von Schwarzenhoffen |
| Charlie Hall      | postbode                               |
| Lilyan Irene      | zuster                                 |
| Sam Lufkin        | politieagent                           |
| William Gillespie | pianoverkoper                          |
| Gladys Gale       | mevrouw Von Schwarzenhoffen            |

## Achtergrond

### Locatie

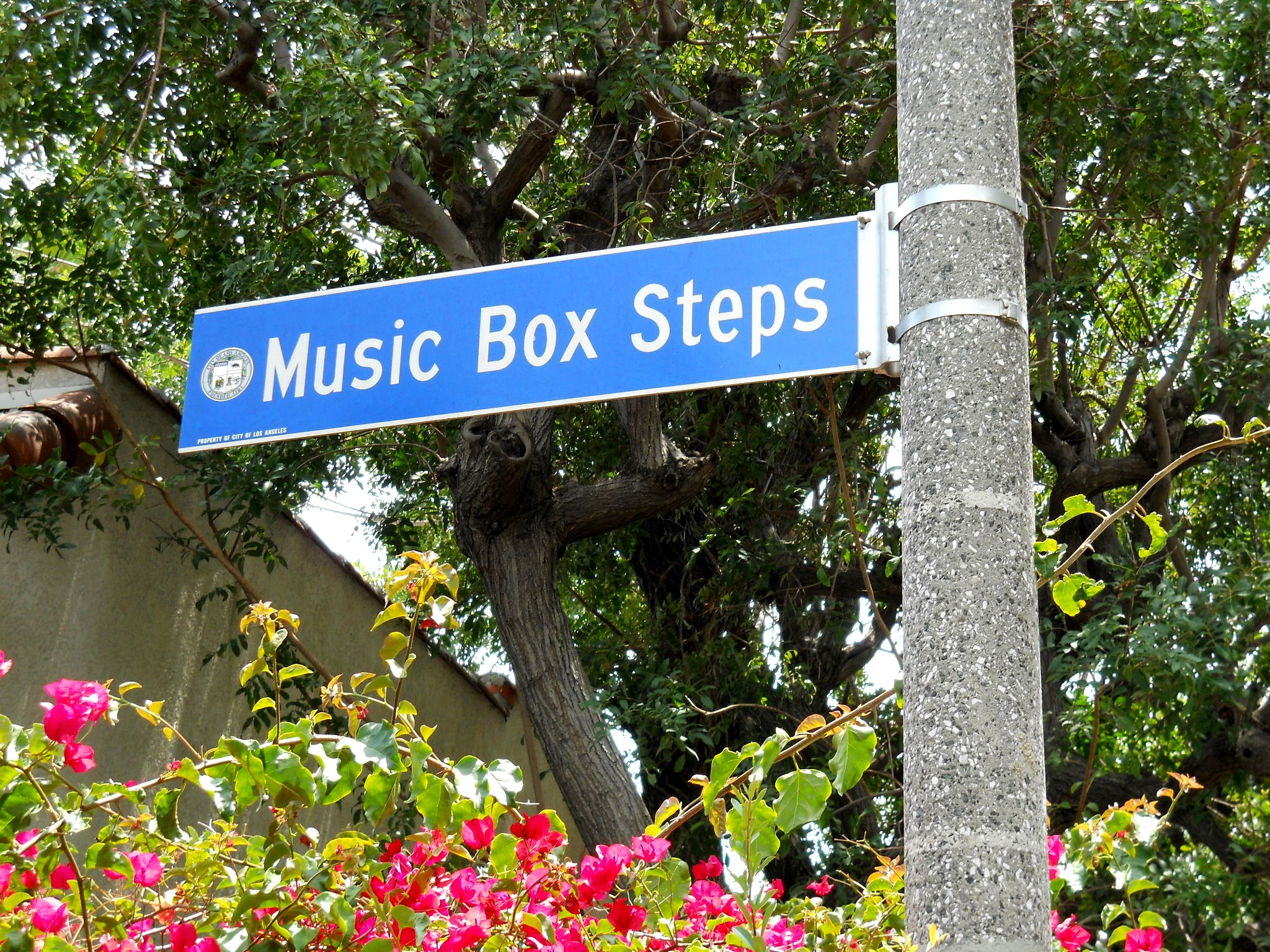
Straatnaambordje van de betreffende trap

De beroemde trap uit The Music Box, gelegen in Los Angeles, bestaat nog steeds en wordt vaak door vele Laurel & Hardy-fans bezocht. De trap heeft zelfs de naam "Music Box Steps" gekregen. In werkelijkheid leidt de trap echter niet naar een enkel huis, maar naar de hoger gelegen Vendome Street.

### Remake
De film is deels een remake van de nu verloren gewaande film Hats Off uit 1927. Deze is op dezelfde locatie opgenomen. De film werd in 1986 uitgebracht in ingekleurde versie.

## Prijzen en nominaties
- In 1932 won The Music Box een Oscar voor beste korte film.
- In 1997 werd de film opgenomen in het National Film Registry.